# Metrobates
Metrobates is een geslacht van wantsen uit de familie van de Gerridae (schaatsenrijders). Het geslacht werd voor het eerst wetenschappelijk beschreven door Philip Reese Uhler in 1871.

## Soorten
Het genus bevat de volgende soorten:

- Metrobates aeternalis Scudder, 1890
- Metrobates alacris Drake, 1955
- Metrobates amblydonti Nieser, 1993
- Metrobates anomalus Hussey, 1948
- Metrobates artus Anderson, 1932
- Metrobates curracis Drake & Roze, 1954
- Metrobates denticornis (Champion, 1898)
- Metrobates fugientis Drake & Harris, 1945
- Metrobates hesperius Uhler, 1871
- Metrobates laetus Drake, 1954
- Metrobates laudatus Drake & Harris, 1937
- Metrobates plaumanni Hungerford, 1951
- Metrobates porcus Anderson, 1932
- Metrobates sanciprianensis Castro-Vargas, Morales & Molano-Rendón, 2018
- Metrobates trux (Torre-Bueno, 1921)
- Metrobates tumidus Anderson, 1932
- Metrobates vigilis Drake & Harris, 1945